# Степница (гмина)
Степница (пол. Stepnica) — городско-сельская гмина гмина (волость) в Польше, входит как административная единица в Голенювский повет, Западно-Поморское воеводство. Население — 4880 человека (на 2013 год).